# Довганич Тетяна Петрівна
Тетяна Петрівна Довганич (нар. 27 квітня 1951, тепер Російська Федерація) — українська радянська діячка, крейдувальниця Бориславської швейної фабрики. Депутат Верховної Ради УРСР 11-го скликання.

## Біографія
Освіта середня.
У 1969—1977 роках — учениця швачки, крейдувальниця Бориславського філіалу Дрогобицької швейної фірми «Зоря».
З 1977 року — крейдувальниця Бориславської швейної фабрики Львівського виробничого швейного об'єднання «Спецодяг».
Член КПРС з 1978 року.
Потім — на пенсії у місті Бориславі.

## Нагороди
- ордени
- медалі